# Котлярский, Борис Моисеевич
Борис Моисеевич Котлярский (1 января 1914 года, с. Насташка — 3 сентября 1993 года, Киев) — советский офицер, Герой Советского Союза, в годы Великой Отечественной войны командир 814-го артиллерийского полка 274-й стрелковой дивизии 69-й армии 1-го Белорусского фронта, подполковник.

## Биография
Родился 1 января 1914 года в селе Насташка (ныне Ракитнянского района Киевской области) в семье служащего. Еврей. Член ВКП(б) с 1942 года. Окончил семь классов неполной средней школы. Работал электромонтёром Пролетарского паровозоремонтного завода в Ленинграде.
В 1935 году призван в ряды Рабоче-крестьянской Красной армии. В 1938 году окончил Киевское артиллерийское училище. Участник похода советских войск в Западную Украину в 1939 году. В боях Великой Отечественной войны с июня 1941 года. Был помощником начальника штаба полка, командовал артиллерийским дивизионом резерва Главного Командования, артиллерийской батареей и артиллерийским полком.
29 июля 1944 года 814-й артиллерийский полк под командованием подполковника Б. М. Котлярского огнём обеспечил выход стрелковой дивизии к реке Висла в районе населенного пункта Гуры за 10 километров на юг от города Пулавы (Польша) и форсирования реки подразделениями дивизии. Б. М. Котлярский организовал своевременную переправу полка на левый берег реки и открытия огня по контратакующей группе противника. 14 января 1945 года руководил огнём полковой артиллерийской группы и обеспечил прорыв укрепленной полосы противника, форсирования рек Пилица (река), Варта.
Указом Президиума Верховного Совета СССР от 27 февраля 1945 года за успешное обеспечение форсирования рек Западный Буг, Висла и Одра подполковнику Борису Моисеевичу Котлярскому присвоено звание Героя Советского Союза с вручением ордена Ленина и медали «Золотая Звезда» (№ 4699) .
В 1946 году окончил Высшую офицерскую артиллерийскую школу, в 1952 году — Военную академию имени М. В. Фрунзе, в 1958 году — Высшие академические курсы при Военной артиллерийской командной академии. С 1960 года полковник Б. М. Котлярский — в отставке.
Жил в Киеве. Умер 3 сентября 1993 года. Похоронен на Лесном кладбище.

## Награды
Награждён орденом Ленина, двумя орденами Красного Знамени, орденом Богдана Хмельницкого 2-й степени, орденом Суворова 3-й степени, орденом Отечественной войны 1-й степени, орденом Красной Звезды, медалями.